# Juvenile

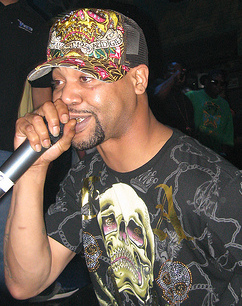

Terius Gray, mer känd under sitt artistnamn Juvenile, född 25 mars 1975, är en amerikansk rappare. Han är också en före detta medlem i hip-hop gruppen Hot Boys. Vid 19 års ålder började han spela, släpper sitt debutalbum Being Myself 1995. Han blev populär när han 1999 singeln "Back That Thang Up" släpptes. År 2003 återvände han till Cash Money spela Juve the Great, lek USA nummer ett hit "Slow Motion". Efter detta album lämnade han igen Cash Money, och 2006 var han kontrakt med Atlantic Records. Han släppte Reality Check under denna etikett. Han släppte sitt åttonde studioalbum, med titeln Cocky & Confident, den 1 december 2009.